# Ozvučnice (hudební nástroj)
Ozvučnice je součást akustických hudebních nástrojů, jako většina strunných nástrojů (chordofonů) např. housle, kytara, harfa nebo také klavír, která se pomocí rezonance přímo podílí na přeměně mechanického kmitání strun nebo jiných součástí ve zvuk.